# Классификации клематисов, используемых в садоводстве
Классификации клематисов, используемых в садоводстве. Научные классификации основаны на систематических признаках, садовые классификации на особенностях роста и происхождении сортов, или на способах их обрезки.

## Современная садовая классификация

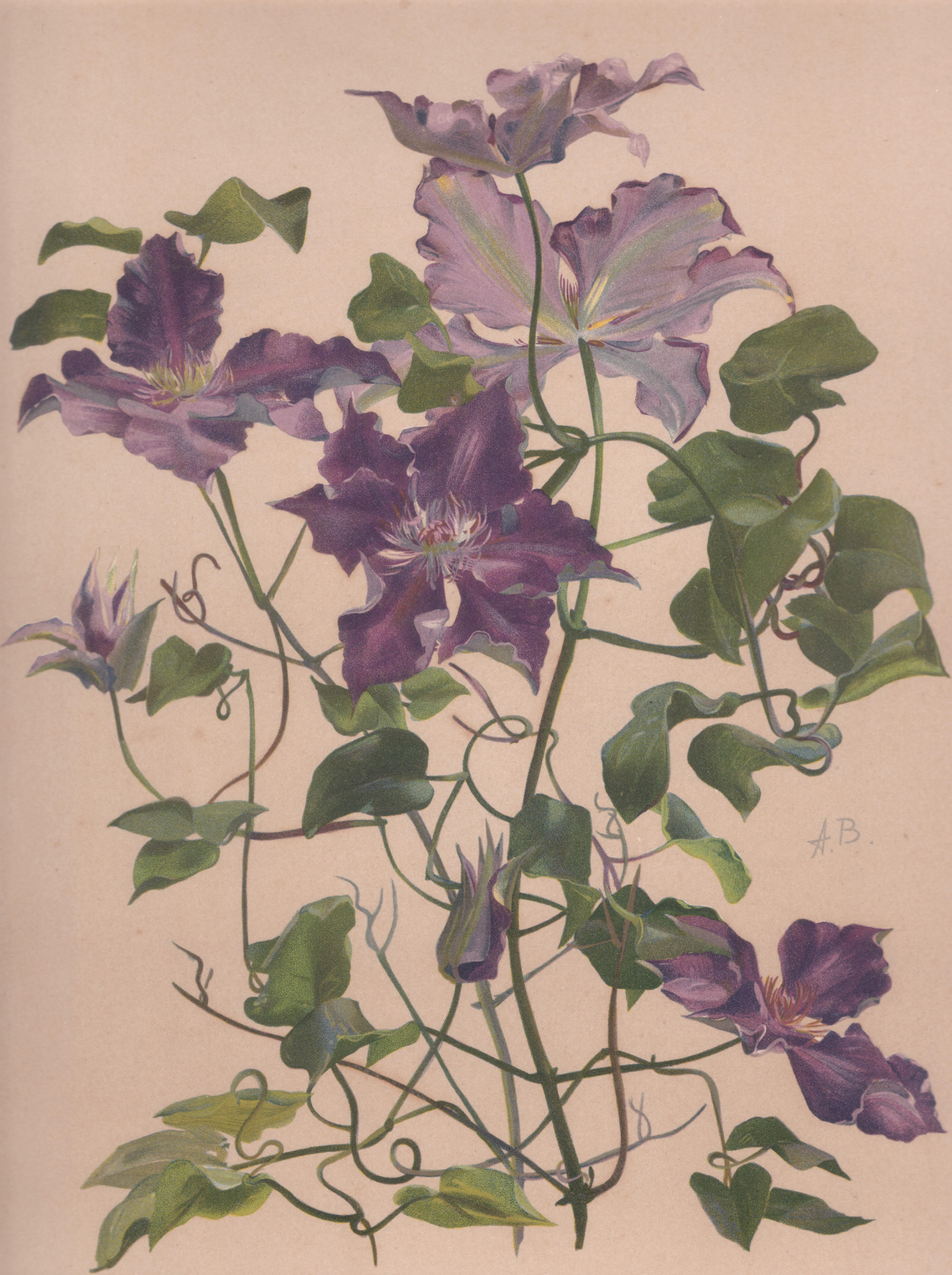
Крупноцветковый клематис из Large-flowered Division
Ботаническая иллюстрация из Encyclopédie artistique et documentaire de la Plante publiée sous la direction de M.P. Verneuil, (1904—1908)

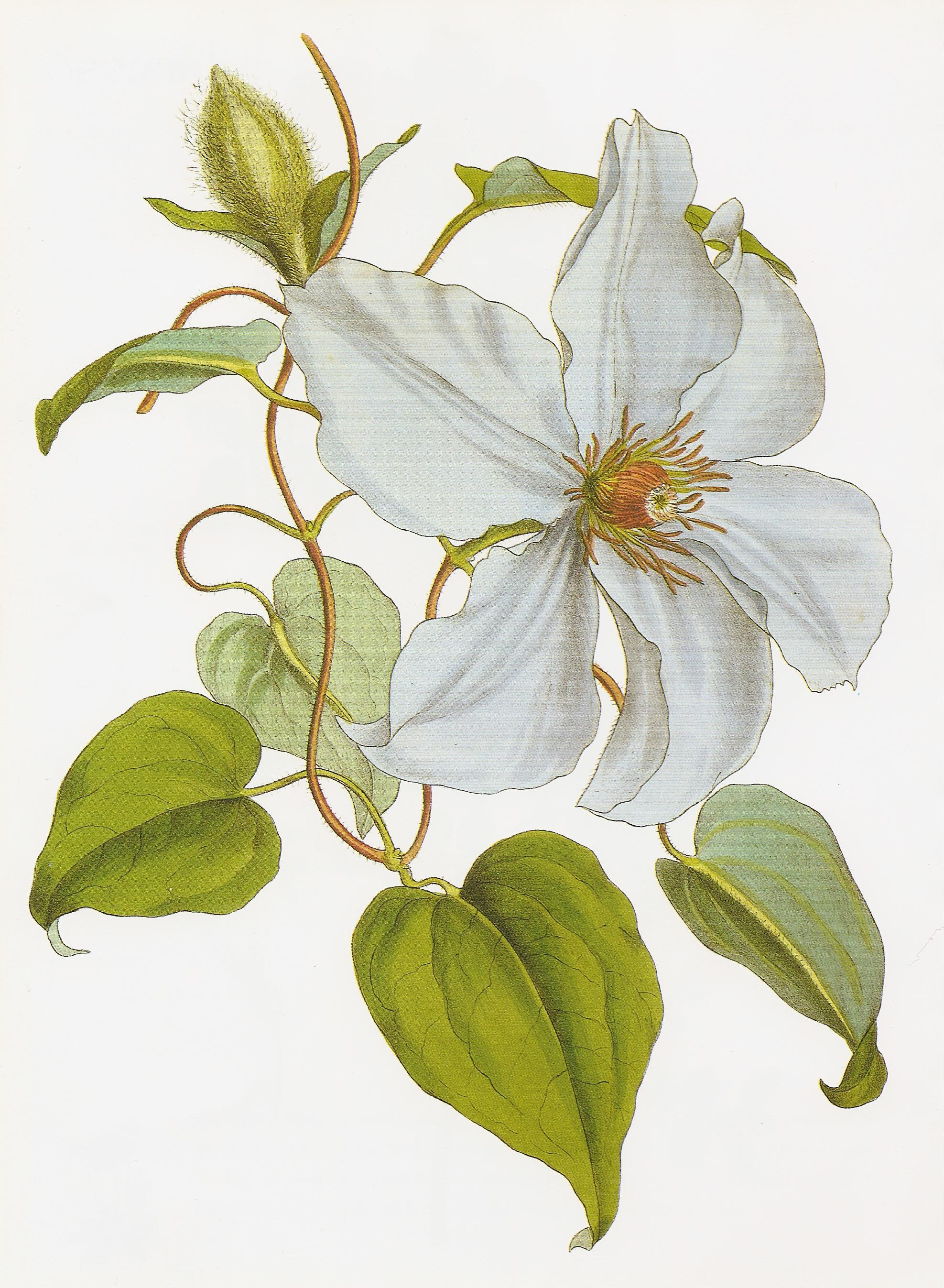
Clematis lanuginosa
Хромолитография из третьего тома Paxton’s Flower Garden (1852—1853)

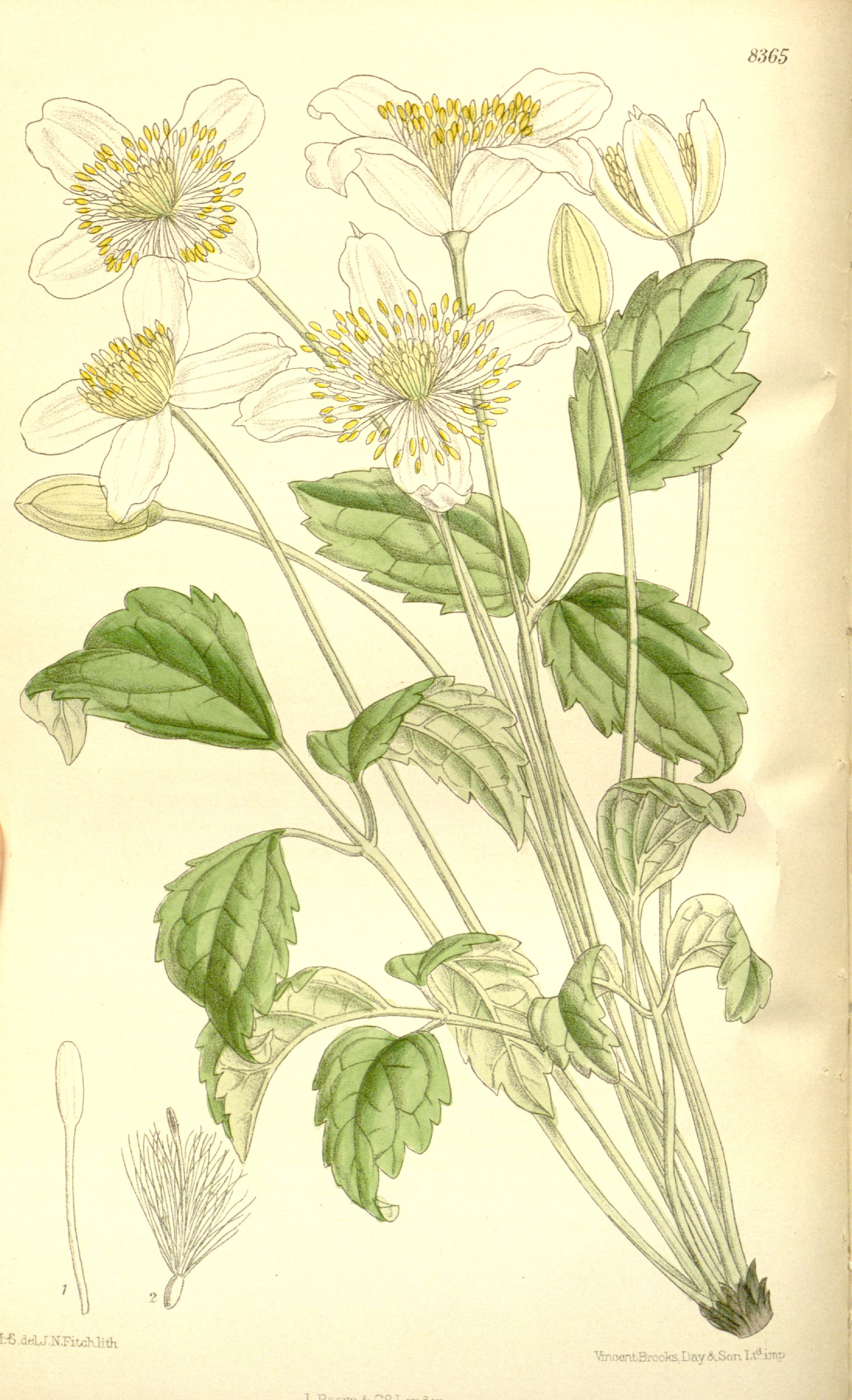
Clematis montana var. wilsonii
Ботаническая иллюстрация из Curtis’s Botanical Magazine, 1911 г.

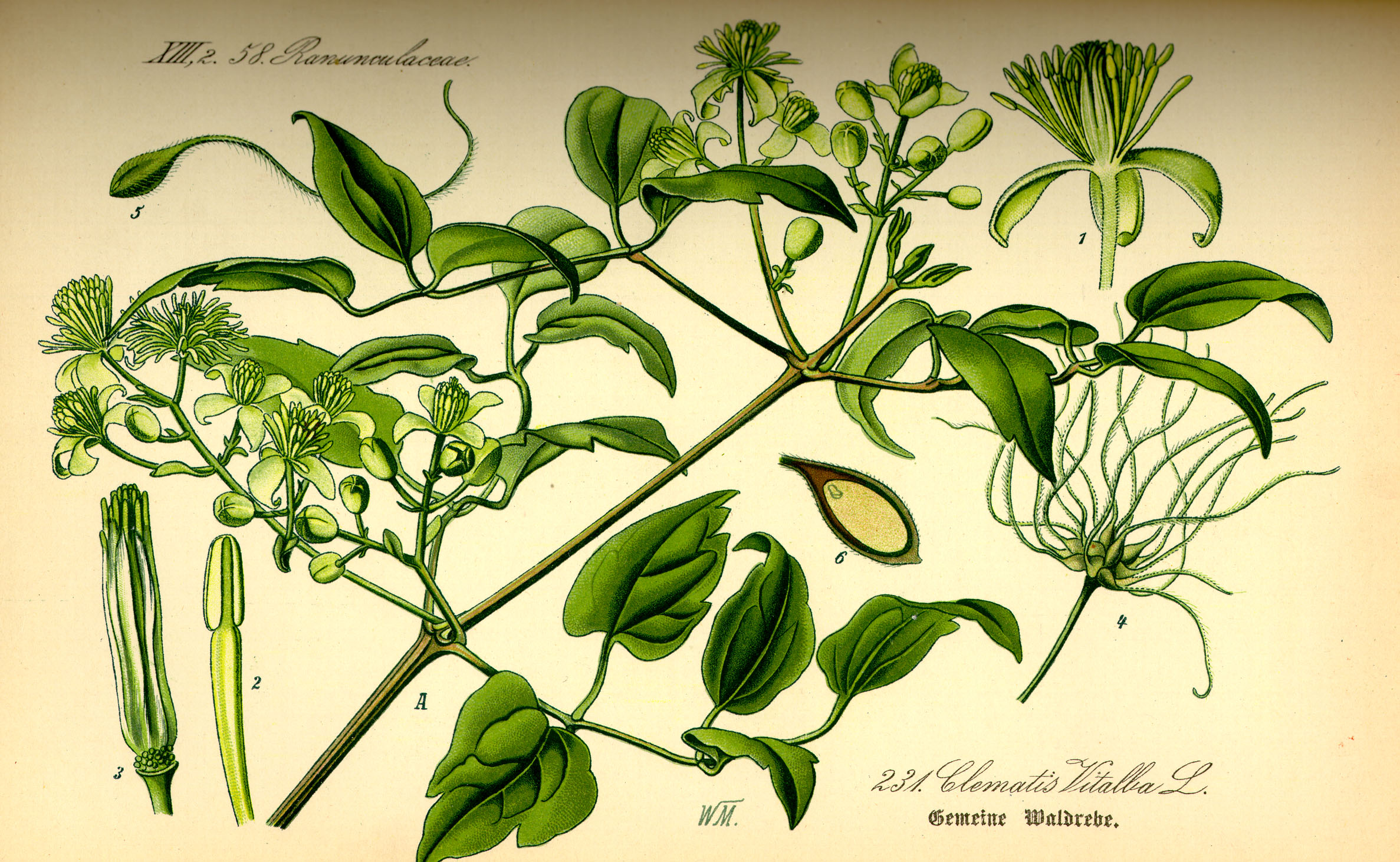
Clematis vitalba
Ботаническая иллюстрация из Flora von Deutschland, Österreich und der Schweiz 1885 г.

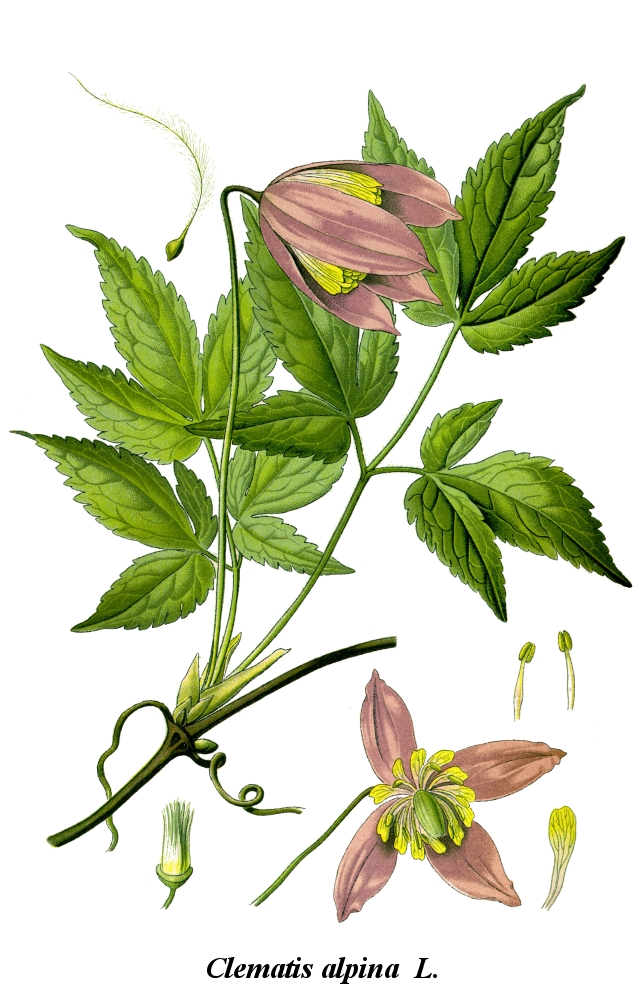
Clematis alpina

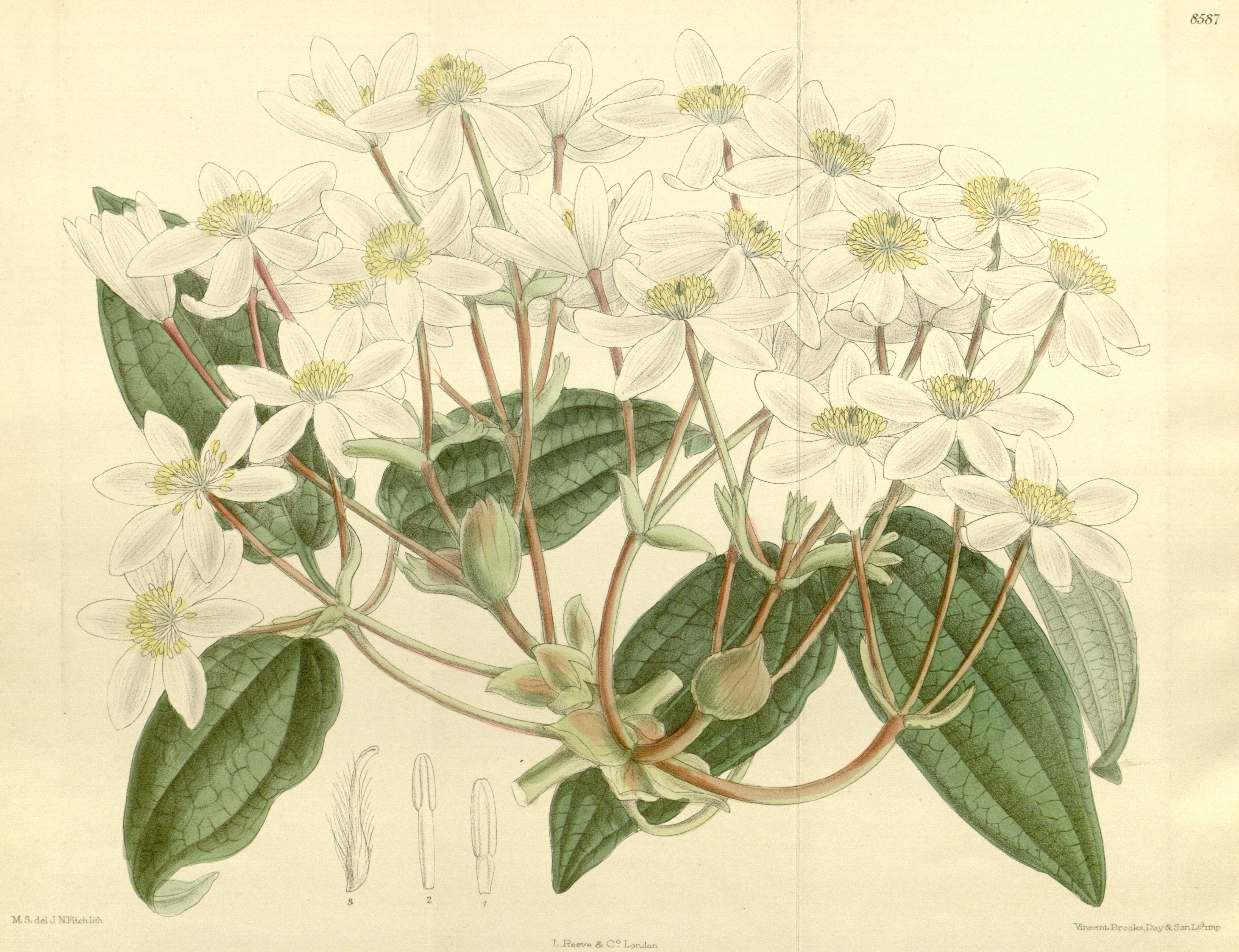
Clematis armandi.
Ботаническая иллюстрация из Curtis’s Botanical Magazine, 1914 г.

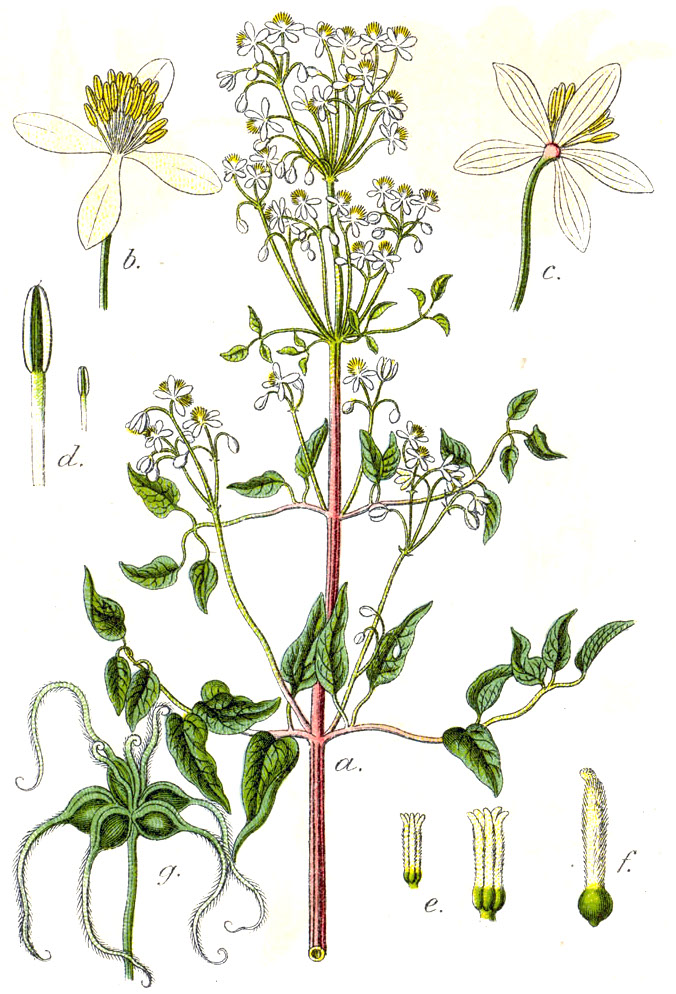
Clematis recta.
Ботаническая иллюстрация из Deutschlands Flora in Abbildungen, 1796 г.

По классификации V. Matthews. 
Аббревиатура названий групп приводится по The Royal Horticultural Society.

### Large-flowered Division (Крупноцветковые)
Виды и сорта с цветками (5—)10—22(29) см в диаметре, обычно плоские.
- - Early Large-flowered Group (EL) — Ранние крупноцветковые
Включает сорта бывших Patens Group и Fortunei Group. Сорта Patens Group созданы с участием Clematis patens (Зоны морозостойкости: 4—9[3]). Они отличались цветением на побегах прошлого года, иногда с повторным цветением на побегах текущего года. Клематисы, составлявшие Fortunei Group (также известной, как Florida Group, хотя она не имеет ничего общего с Clematis florida) имеют двойные или полумахровые цветки, образующиеся весной на побегах прошлого года. Интенсивная селекционная работа с этими группами сделала невозможной их сохранение в оригинальном виде, так как были созданы сорта, образующие как простые так и махровые цветки или образующие полумахровые и махровые цветки при определённых условиях. 
Лиственные вьющиеся кустарники. Цветение на побегах прошлого года, иногда с повторным цветением на побегах текущего года. Есть сорта с непрерывным цветением. Цветки одиночные, плоские или почти плоские, (7—)10—22(—25) см в поперечнике. Чашелистики в количестве: (4—)6—8(—9), белые, кремовые, бледно- или зеленовато-жёлтого цвета, или оттенков розового, розово-фиолетовые, красные, красно-фиолетовые, пурпурные, фиолетовые, синие или голубые. Листья обычно простые или тройчатые, иногда перистые[1]. 
 Некоторые сорта: 'Amethyst', 'Doctor Ruppel', Clematis 'Kakio', 'Nelly Moser' (З.м.: 4—9[3]), 'Daniel Deronda' (З.м.: 4—9[3]), 'Asao' (З.м.: 4—9[3]), 'Nocturne', 'Guernsey Cream' (З.м.: 4—9[3]), 'Vyvyan Pennell' (З.м.: 4—9[3]), 'Belle of Woking'[4].
  - Late Large-flowered Group (LL) — Поздние крупноцветковые
Включает сорта бывших Lanuginosa Group и Jackmanii Group. Сорта Lanuginosa Group были получены с участием Clematis lanuginosa (Зоны морозостойкости: 4—9[3]). Jackmanii Group включала сорта созданные с участием Clematis viticella (З.м.: 3—9[3]) и сортов Patens Group. Обе группы цветут на побегах текущего года, летом и осенью. Часто невозможно определить, относится ли сорт к группе Lanuginosa или Jackmanii из-за сложного происхождения сорта или отсутствии информации. Поэтому группы были объединены в одну. 
 Лиственные вьющиеся кустарники. Цветение на побегах текущего года летом или ранней осенью. Цветки обычно одиночные, иногда полумахровые или двойные, плоские, иногда несколько колокольчатые, (5—)10—20(—29) см в поперечнике. Чашелистики в количестве: 4—6(—8), белые, розовые, розово-фиолетовые, красные, красно-фиолетовые, пурпурные, фиолетовые, синие или голубые. Листья обычно тройчатые или перистые, редко простые[1].
Некоторые сорта: 'Стасик', 'Comtesse de Bouchaud', 'Ernest Markham', 'Rouge Cardinal', 'Ville de Lyon'.

### Small-Flowered Division (Мелкоцветковые)
Цветки (1.5—)2—12(—18) см в диаметре.
- - Armandii Group (Ar).
Включает виды, входившие в подсекцию Meyenianae (Tamura) M.Johnson, в основном Clematis armandii и сорта, созданные на их основе. 
 Вечнозелёные вьющиеся кустарники. Цветы образуются в пазухах листьев побегов предыдущего года в конце зимы и весной. Цветки одиночные, чашеобразные или более или менее плоские, 4—7(—10) см в диаметре. Чашелистики 4-6, белые или розовые. Листья кожистые, тройчатые, иногда перистые[1]. Зоны морозостойкости: 7—9[3]. 
Некоторые сорта: 'Snowdrift', 'Apple Blossom'.
  - Atragene Group (A).
Включает виды входившие в подрод Atragene (L.) Torrey & A. Gray (Княжики): Clematis alpina (Зоны морозостойкости: 3—9), Clematis chiisanensis (З.м.: 5—9), Clematis fauriei (З.м.: 3—9), Clematis koreana (З.м.: 6—9), Clematis macropetala (З.м.: 3—9), Clematis ochotensis (З.м.: 3—9), Clematis sibirica (З.м.: 3—9)[3], Clematis turkestanica и сорта, созданные на их основе. Таким образом в группу Atragene были включены бывшие Alpina Group и Macropetala Group. Исторически сложилось так, что группа Alpina использовалась для включения сортов с одиночными цветками, а сорта с двойными цветками были отнесены к группе Macropetala.
 Лиственные вьющиеся кустарники. Обычно цветки образуются весной в пазухах листьев побегов предыдущего года, иногда на концах побегов текущего года. Цветки одиночные (стаминодии либо неджоразвитые, либо в количестве до 4 (-5)) или двойные (с более чем 6 стаминодиями), направлены вниз, (2—)4—10(—12) см в диаметре. Чашелистиков 4. Окраска чашелистиков может быть разнообразной: белая, бледно-жёлтая, розовая, красно-фиолетовая, пурпурная, фиолетовая, синяя или голубая. Листья 1-2-тройчатые[1].
Некоторые сорта: 'Constance', 'Anders', 'Blue Bird', 'Carmen Rose', 'Columbine', 'Columella', 'Frankie', 'Jacqueline du Pré', 'Janny', 'Stolwijk Gold'.
  - Cirrhosa Group (C). 
Сорта Clematis cirrhosa (Зоны морозостойкости: 7—9[3]) и сорта гибридного происхождения с его участием. 
 Лиственные вьющиеся кустарники. Цветки образуются на побегах прошлого года с поздней осени до ранней весны. Цветки одиночные, колоколо- или чашеобразные, поникшие, (2—)5—8(—10) см в поперечнике. Чашелистики в количестве 4 (—5), кремовые или кремово-пятнистые, красные или фиолетовые. Листья простые или 1-2-тройчатые[1]. Клематисы этой группы рекомендуются для выращивания в районах, имеющих средиземноморский климат, в северных регионах не выживают[5].
  - Connata Group, или Campanella Group. 
Эта группа отсутствует в The International Clematis Register and Checklist 2002, но выделяется отдельными авторами. В неё входят представители подрода Campanella секции Campanella: Clematis aethusifolia (Зоны морозостойкости: 6—9[3]), Clematis connata (З.м.: 6—9[3]), Clematis rehderiana (З.м.: 6—9[3]) и Clematis repens. 
Включает, как кустарниковые, так и вьющиеся клематисы с пониклыми колокольчатыми цветками. Сроки цветения зависят от вида. Корни волокнистые[6]. Некоторые сорта: 'Bells of Emei Shan'.
  - Flammula Group (F). 
К этой группе относят сорта, созданные с участием видов секции Flammula(за исключением представителей подсекции Meyenianae (Tamura) M.Johnson), таких как Clematis angustifolia (Зоны морозостойкости: 3—9[3]), Clematis flammula, Clematis recta (З.м.: 3—9[3]), Clematis terniflora. 
Лиственные полукустарники. Стебли прямостоячие или вьющиеся. Цветки образуются на побегах текущего года в летний период. Цветки обычно одиночные, плоские, 2—4 см в диаметре, как правило, ароматныйе и, как правило в крупных метелках. Чашелистики в количестве 4—6, белые, кремовые, голубые или фиолетовые. Листья кожистые, как правило, перистые, реже простые или тройчатые[1].
  - Forsteri Group (Fo). 
Сорта представителей секции Novae-zeelandiae M. Johnson: Clematis australis (Зоны морозостойкости: 8—9), Clematis foetida (З.м.: 7—9), Clematis forsteri (З.м.: 8—9), Clematis marata (З.м.: 8—9), Clematis marmoraria (З.м.: 8—9), Clematis paniculata (З.м.: 7—9), Clematis petriei (З.м.: 7—9[3]) из Новой Зеландии и Австралии и сорта гибридного происхождения полученные с участием представителей этой секции. Двудомные вечнозелёные кустарники, некоторые вьющиеся. Цветки образуются на побегах текущего и предыдущего годов с конца зимы до весны. Цветки одиночные, колокольчатые, 2—9 см в поперечнике. Чашелистики в количестве 4—8, от белого до зеленовато-жёлтого цвета. Листья 1-2-тройчатые[1].
  - Heracleifolia Group (H). 
Сорта, у которых хотя бы один из родителей принадлежит или получен от видов подрода Tubulosa (Decne.) Grey-Wilson, таких как Clematis heracleifolia (Зоны морозостойкости: 5—9[3]), Clematis stans (З.м.: 4—9[3]), Clematis tubulosa. 
 Растения с прямостоячими или вьющимися побегами, отмирающими или не отмирающими в зимний период. Цветки образуются на побегах текущего года летом и ранней осенью. Цветки одиночные, самоопыляемые, или двудомные, или однодомные, (1,5)2—5 см в поперечнике. Чашелистики в количестве 4—6, белые, кремово-жёлтые, красно-фиолетовые, фиолетово-синие или голубые. Листья тройчатые или перистые[1]. 
Некоторые сорта: 'Mrs. Robert Brydon' (З.м.: 4—9[3]), 'Jouiniana Praecox' (З.м.: 3—9[3]), 'Cassandra'.
  - Integrifolia Group (I). 
В основном сорта Clematis integrifolia (Зоны морозостойкости: 4—9[3]) и созданные с его участием, а также сорта группы Diversifolia (которая охватывает Clematis ×diversifolia (= Clematis integrifolia × Clematis viticella (З.м.: 3—9[3]) и его сорта). 
 Лиственные вьющиеся, или не вьющиеся полукустарники. Цветки образуются на побегах текущего года летом и ранней осенью. Цветки одиночные, как правило, колокольчатые, иногда более или менее плоские, 4—9 (—14) см в диаметре, как правило поникающие. Чашелистики в количестве 4 (—7), белые, розовые, красные, фиолетовые, пурпурные, синие или голубые. Листья простые или тройчатые, реже перистые[1]. 
Некоторые сорта: 'Arabella', 'Hakurei', 'Alionushka' (З.м.: 3—9[3]), 'Rooguchi'.
  - Montana Group (M). 
Сорта клематисов из секции Montanae (Schneider) Grey-Wilson, таких как Clematis chrysocoma (Зоны морозостойкости: 8—9[3]), Clematis montana (З.м.: 7—9[3]), Clematis spooneri (З.м.: 7—9[3]), или сорта, созданные с их участием. 
 Лиственные вьющиеся кустарники. Цветки обычно образуются в пазухах листьев побегов предыдущего года весной, а иногда у основания побегов текущего года, летом или осенью. Цветки обычно одиночные, иногда полумахровые или двойные, 3—10 (—14) см в поперечнике. Чашелистики одноцветные, в количестве 4 (—6), белого, от розового до тёмно-красно-пурпурного, иногда бледно-жёлте. Листья обычно тройчатые, редко перистые, голые или с редкими белыми волосами или с плотным желтоватым опушением[1]. 
У многих сортов цветки ароматные. Один из самых крупноцветковых сортов этой группы: 'Pink Perfection' (З.м.: 7—9[3]), обладает очень интенсивным ароматом. Большая часть сортов группы Montana не рекомендуется для посадки в регионах холоднее зоны 7[7]. 
Некоторые сорта: 'Broughton Star' (З.м.: 7—9[3]), 'Fragrant Spring' (З.м.: 7—9[3]).
  - Tangutica Group (Ta). 
Сорта, имеющие хотя бы одного из родителей, принадлежащих, или полученных из видов, относящихся к секции Meclatis (Spach) Baill.: Clematis intricata (Зоны морозостойкости: 5—9[3]), Clematis ladakhiana (З.м.: 6—9[3]), Clematis orientalis (З.м.: 6—9[3]), Clematis serratifolia (З.м.: 3—9[3]), Clematis tangutica (З.м.: 4—9[3]), Clematis tibetana (З.м.: 6—9[3]). Ранее группа была известна под названием Orientalis Group. 
 Лиственные вьющиеся кустарники. Цветки образуются на побегах текущего года летом и ранней осенью. Цветки одиночные, поникающие, 2,5—9 см в поперечнике. Чашелистики в количестве 4 (—6), белые, кремовые, жёлтые, оранжево-жёлтые или жёлтый с фиолетовым или красно-коричневым. Листья тройчатые или перистые[1]. 
Некоторые сорта: 'Helios' (З.м.: 4—9[3]), 'Bill MacKenzie' (З.м.: 4—9[3]).
  - Texensis Group (T). 
К этой группе относятся сорта, полученные в результате скрещивания сортов Clematis texensis (Зоны морозостойкости: 4—9[3]) с представителями любой Large-flowered Groups. Лиственные полукустарники. Цветки образуются на побегах текущего года летом и ранней осенью. Цветки одиночные, тюльпанообразной или колоколовидной формы, направленные вверх или поникающие, 4—10 см в поперечнике. Чашелистики в количестве 4—6, довольно толстые, розовые, розово-красные, красные, красно-фиолетовые или лилово-розовые, реже белые. Листья кожистые, как правило, перистые, реже тройчатые[1]. Некоторые сорта: 'Duchess of Albany' (З.м.: 4—9[3]), 'Princess Diana' (З.м.: 4—9[3]), 'Gravetye Beauty' (З.м.: 4—9[3]).
  - Viorna Group (V).
Сорта, у которых хотя бы один из родителей принадлежит или получен от видов секции Viorna A. Gray, таких как Clematis crispa (Зоны морозостойкости: 5—9[3]), Clematis fusca (З.м.: 3—9[3]), Clematis ianthina (З.м.: 3—9[3]), Clematis pitcheri (З.м.: 4—9[3]), Clematis reticulata, Clematis texensis (З.м.: 4—9[3]), Clematis viorna (З.м.: 4—9[3]). Сорта входящие в Texensis Group и сорта имеющие среди предков Clematis integrifolia, исключены. 
Лиственные вьющиеся кустарники, полукустарники, иногда травянистые, многолетние растения. Цветки образуются на побегах текущего года с конца весны до осени. Цветки чашеобразные или колокольчатые, 1,5—5 см в поперечнике, поникающие или полупоникающие. Чашелистики в количестве 4, толстые, отогнутые в середине или на вершине, розовые, розовато-лиловые, сиреневые или фиолетовые. Листья тройчатые на перистые (иногда простые на молодых растениях)[1]. 
 Некоторые сорта: 'Odoriba', 'Sophie', 'Myofuku', 'Haizawa'.
  - Vitalba Group (Vb). 
Сорта, у которых хотя бы один из родителей принадлежит или получен от видов секции Clematis L.: Clematis ligusticifolia (Зоны морозостойкости: 5—9[3]), Clematis potaninii (З.м.: 3—9[3]), Clematis vitalba (З.м.: 3—9[3]), Clematis virginiana (З.м.: 3—9[3]). 
 Лиственные вьющиеся кустарники. Цветки образуются на побегах текущего года в конце весны, или летом до осени. Цветки обычно одиночные, до 5 (—6) см в диаметре. Чашелистики в количестве 4—6, от белого до бледно-жёлтого цвета. Листья тройчатые или перистые[1]. 
Некоторые сорта: 'Paul Farges' (syn. 'Summer Snow').
  - Viticella Group (Vt). 
Сорта, у которых хотя бы один из родителей имеет большую часть генов Clematis viticella. В эту группу не включаются гибриды между Clematis integrifolia (Зоны морозостойкости: 4—9[3]), и Clematis viticella (З.м.: 3—9[3]). Они включены в Integrifolia Group. 
Лиственные вьющиеся кустарники. Цветки образуются на побегах текущего года летом и ранней осенью. Цветки одиночные, полумахровые или двойные, 2,5—12 (—18) см в диаметре. Чашелистики в количестве 4—6, одноцветные, белые, различных оттенков розового или красного, красно-фиолетовые, пурпурные, фиолетовые, синие или голубые. Листья перистые, реже тройчатые[1]. Если сорта группы Viticella не подвергать сильной обрезке, можно получить растения цветущие на большой высоте[8].
Некоторые сорта: 'Etoile Violette', 'Alba Luxurians', 'Carmencita', 'Purpurea Plena Elegans', 'Minuet', 'Polish Spirit'.

## Классификация Dr John Howells

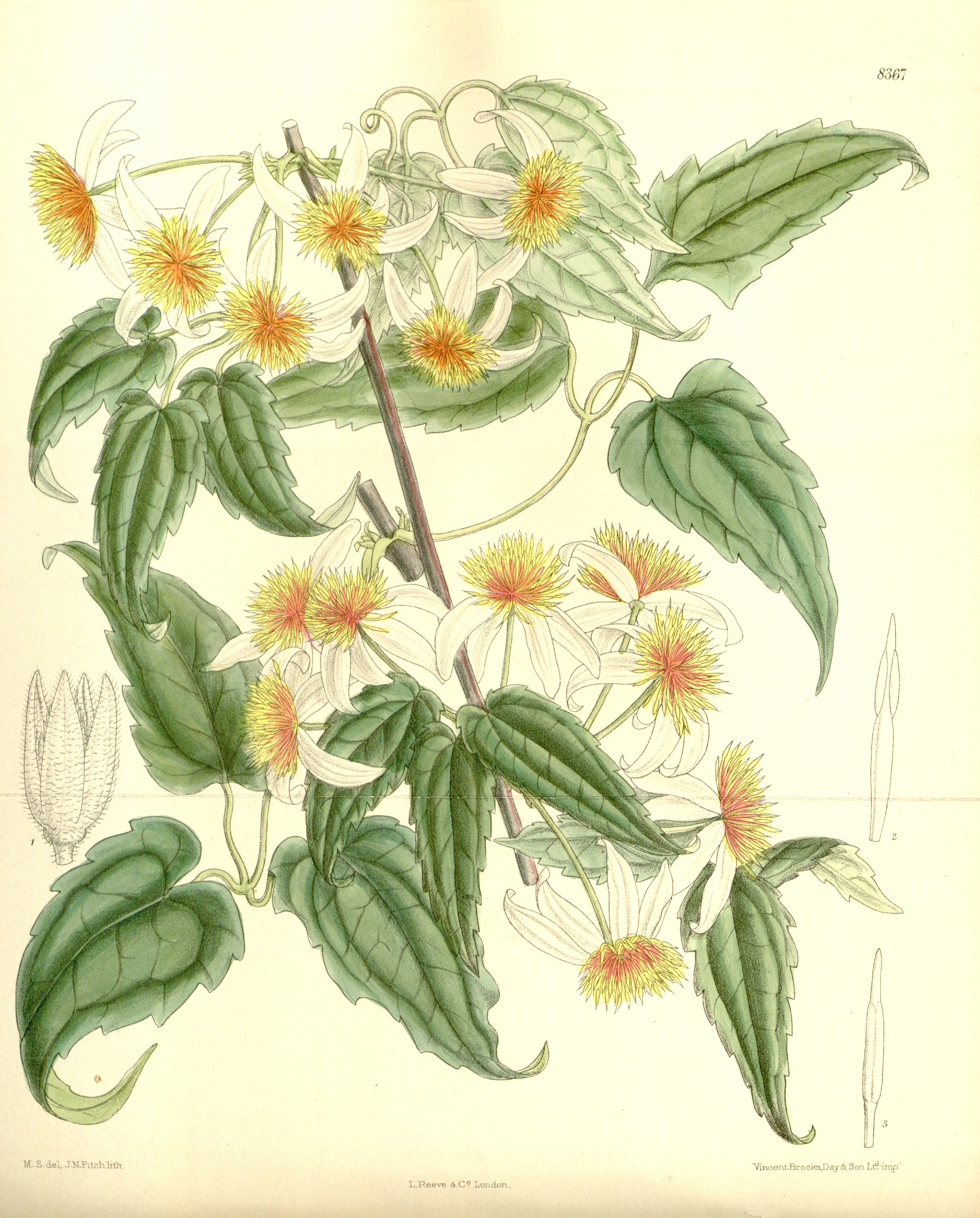
Clematis aristata
Ботаническая иллюстрация из Curtis’s Botanical Magazine, 1911 г.

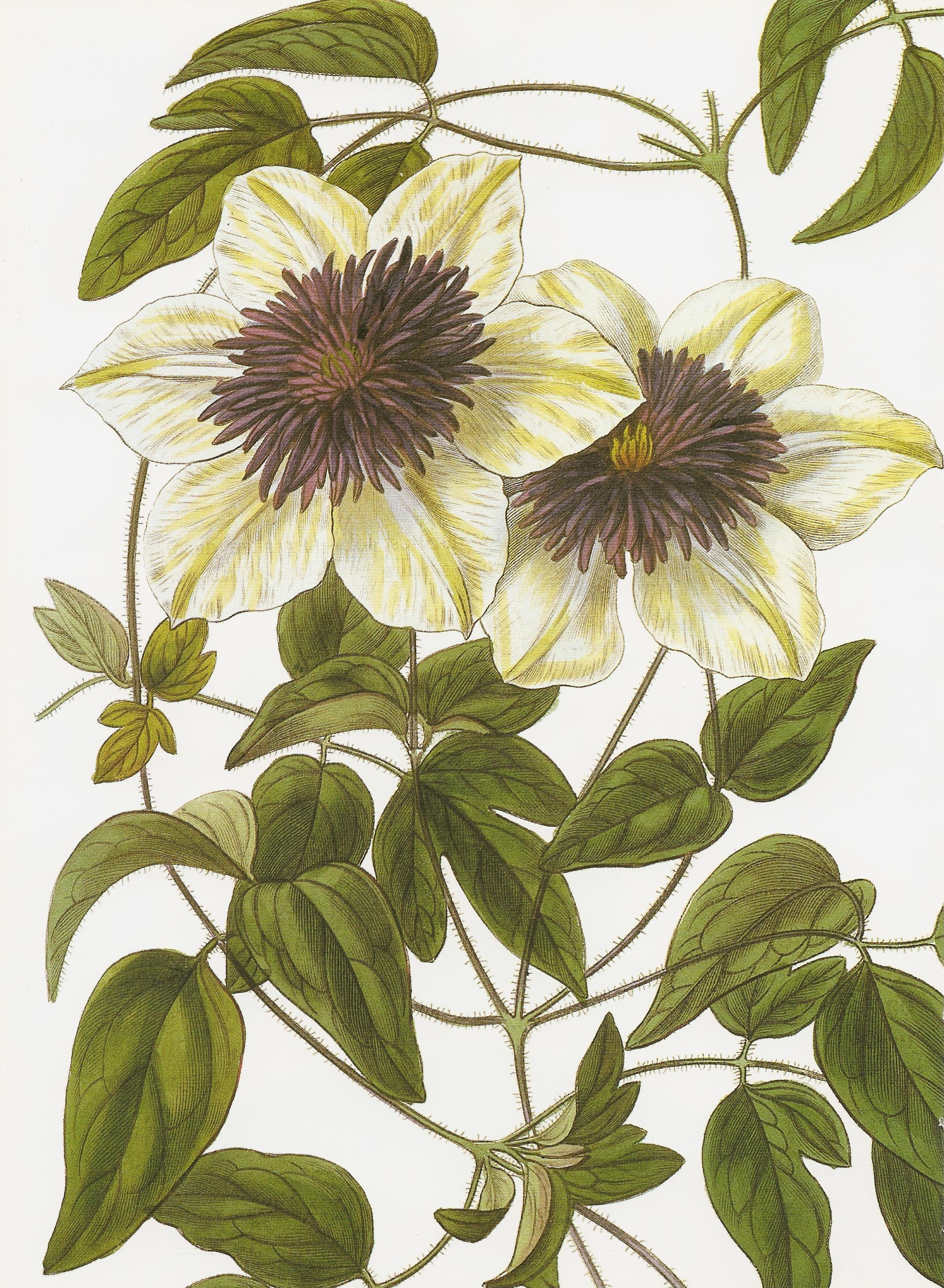
Clematis florida
Ботаническая иллюстрация из Botanical Register 1838 г.

Классификация основана на разделении по срокам цветения, размерам цветков и особенностях происхождения сортов.
I. СЕКЦИЯ РАННЕЦВЕТУЩИХ (EARLY FLOWERING SECTION) 

A. КРУПНОЦВЕТКОВЫЕ СОРТА (LARGE FLOWERED CULTIVARS). (Цветение на побегах второго года).
B. МЕЛКОЦВЕТКОВЫЕ ВИДЫ И ИХ ГИБРИДЫ (SMALL FLOWERED SPECIES AND THEIR HYBRIDS)
1. Evergreen Group 
В группу входят самые раннецветущие клематисы: Clematis cirrhosa, Clematis napaulensis, Clematis finetiana, Clematis ×jeuneana, Clematis quinquefoliolata, Clematis uncinata, Clematis foetida, Clematis paniculata.
2. Atragene Group
A. Подгруппа alpinas включает сорта созданные с участием Clematis alpina: 'Columbine', 'Frances Rivis', 'Ruby' и другие.
B. Подгруппа macropetalas включает сорта созданные с участием Clematis macropetala: 'Markham’s Pink', 'Maidwell Hall', 'Anders' и другие.
3. Montana Group
Включает сорта созданные с участием Clematis montana: 'Elizabeth', 'Mayleen', 'Freda', а также Clematis chrysocoma, Clematis ×vedrariensis.
4. Rockery Group 
Включает: Clematis marmoraria, Clematis petriei, 'Joe', Clematis addisonii, Clematis albicoma, Clematis columbiana var. tenuiloba, Clematis ranunculoides.
II. СЕКЦИЯ ПОЗДНЕЦВЕТУЩИХ (LATER FLOWERING SECTION) 

A. КРУПНОЦВЕТКОВЫЕ СОРТА (LARGE FLOWERED CULIIVARS). (Цветение на побегах текущего года).
B. МЕЛКОЦВЕТКОВЫЕ ВИДЫ И ИХ ГИБРИДЫ (SMALL FLOWERED SPECIES AND THEIR HYBRIDS)
1. Viticella Group
Включает сорта созданные с участием Clematis viticella ('Abundance', 'Alba Luxufians', 'Etoile Violette', 'Purpurea Plena Elegans', 'Margot Koster', 'Ascotiensis', 'Ernest Markham', 'Lady Betty Balfour', 'Ville de Lyon' и другие).
2. Группа травянистых и полукустарниковых (Herbaceous or semi herbaceous Group)
Включает: 'Jouiniana Praecox', Clematis heracleifolia, Clematis stans, Clematis integrifolia, Clematis recta.
3. Meclatis or Orientatis Group
Включает сорта созданные с участием Clematis tangulica ('Bill Mackenzie', 'Gravetye Variety', 'L&S 13342').
4. Texan or Viorna (Texensis-Viorna) Group
Включает: 'Duchess of Albany', 'Etoile Rose', 'Gravetye Beauty', 'Sir Trevor Lawrence', 'Pagoda', Clematis addisonii, Clematis crispa, Clematis pitcheri, Clematis viorna. Возможно включение в эту группу Clematis fusca. 
Клематисы Группы Texensis возникли в результате скрещивания и селекции Clematis texensis с крупноцветковыми сортами. Цветки сортов этой группы напоминают формой тюльпаны. Цветут в июле-октябре на побегах текущего года. Дорастают до 2-3 м. Лучше растут и цветут на защищённых, солнечных и тёплых местах. Поражаются мучнистой росой. Побеги обрезают ранней весной.
5. Late climbing Group 
Включает: Clematis angustifolia, Clematis aethusifolia, Clematis flammula, Clematis terniflora, Clematis phlebantha, Clematis potaninii, Clematis grata, Clematis virginiana, Clematis vitalba, Clematis napaulensis.

## Международная классификация по группам обрезки
Упрощённая классификация, согласно которой все виды и сорта клематисов принадлежат одной из групп обрезки в зависимости от особенностей закладки генеративных почек на побегах прошлого или текущего года. Обрезка клематисов способствует хорошему разветвлению и обильному цветению. Она должна выполняться с конца февраля до начала апреля.
- 1 (без обрезки)
Клематисы, цветущие только на старых побегах весной (Clematis montana, клематисы из Группы Atragene и др.) не обрезают вообще, а если в этом есть необходимость в связи с чрезмерным разрастанием, обрезают после цветения на высоте не менее 1 м.
- 2 (слабая)
В эту группу входит большинство крупноцветковых сортов, особенно тех, которые начинают цветение на прошлогодних побегах в мае-июне, a затем повторяют на побегах этого года. У растений в возрасте 1 года осуществляется обрезка всех побегов на высоте около 30 см. У растений старше двух лет обрезают все побеги на высоте от 150 см.
- 3 (сильная)
Позднецветущие (конец июня — июль) клематисы, например, сорта из Группы Viticella и крупноцветковые, цветущие поздно (Late Large-flowered), обрезаются над 2—3 парой почек (20—50 см) от земли. Также обрезаем сильнорастущие клематисы из Группы Tangutica, цветущие летом, в случае необходимости ограничить их разрастание. Травянистые клематисы (Heracleifolia Group, Integrifolia Group) и сорта из Группы Texensis обрезают все отмершие побеги сразу у основания, живые на 5—10 см от земли[11][12].

## Классификация по книге Бескаравайная М. А. Клематисы. 1991 г
Классификация учитывает происхождение каждого сорта.
- Вьющиеся крупноцветковые
  - Сорта группы Жакмана. 
 Крупные кустарниковые лианы с побегами длиной 3—4 м и хорошо развитой корневой системой. Листья перисто-сложные, состоят из 3—5 крупных листочков. Цветки раскрытые, одиночные или собраны по 3, крупные, 8—15 (до 20) см в диаметре, могут быть направлены вверх, в сторону и даже поникать. Околоцветник простой, состоит из 4—6 окрашенных чашелистиков, чаще всего сине-фиолетово-пурпурных тонов, без запаха. Бутоны обычно удлинённой формы и направлены вверх или в стороны. 
Характеризуются обильным и продолжительным цветением летом на побегах текущего года. На зиму побеги обрезают до уровня почвы (при заглублённой посадке) или оставляют основания побегов с 2—3 парами почек.
Сорта, относящиеся к этой группе, получены от скрещивания Clematis ×jackmanii (как материнской формы) с другими сортами, формами, видами.
  - Сорта группы Витицелла. 
Кустарниковые лианы длиной 3—3,5 м. Листья сложные, нередко дваждыперистые, состоят из 5—7 листочков. Цветки раскрытые, направлены вверх, в сторону или несколько поникающие, одиночные или собраны по 3, до 12 см и более в диаметре. Чашелистиков обычно 5—6 с преобладанием в окраске розово-красно-пурпурных бархатистых тонов. Бутоны чаще всего поникающие.
Характеризуются пышным и длительным цветением летом на побегах текущего года. На взрослых растениях распускаются одновременно сотни цветков. Завязывают единичные семена. На зиму побеги обрезают.
Группа объединяет сорта, полученные от скрещивания Clematis viticella с другими сортами и формами клематиса.
  - Сорта группы Ланугиноза.
 Кустарниковые лианы с тонкими побегами длиной до 2,5 м. Листья цельнокрайные, простые или тройчатые. На юге они нередко обгорают. Побеги, листья, бутоны в различной степени опушены. Цветки широко раскрыты, как правило, смотрят вверх, одиночные, крупные, 16—20 см в диаметре. Чашелистиков 6—8, часто широких, преимущественно светлой окраски (белых, голубых, розовых тонов). Бутоны крупные, как правило, направлены вверх.
Отличаются массовым цветением в мае-июне на побегах предыдущего года (цветковые почки закладываются с осени). Число цветков на растении достигает нескольких десятков. Во второй половине лета или осенью повторяется более слабое цветение одиночными цветками на приросте текущего года. При обрезке побегов осенью на следующий год цветение наступает со второй половины лета на побегах текущего года. Завязывают семена. На юге многие сорта данной группы менее устойчивы к засухе и перегреву почвы, чем сорта групп Жакмана и Витицелла.
Сорта и формы этой группы получены от скрещивания белоснежной формы Clematis lanuginosa с другими видами, сортами и формами.
  - Сорта группы Патенс.
 Кустарниковые лианы длиной 3—3,5 м. Листья перисто-сложные, состоят из 3—5 листочков. Цветки раскрытые, одиночные, нередко звездообразные, до 15 см и более в диаметре. Чашелистиков 6—8, они разнообразной окраски — от светлых до ярких сине-фиолетовых, пурпурных, густо-фиолетово-синих тонов. Многие сорта имеют махровые цветки.
Цветут весной на побегах прошлого года; реже отмечается цветение со второй половины лета на побегах текущего года. Поэтому побеги осенью следует только укорачивать, удаляя генеративную (отцветшую) часть, и укрывать до весны.
  - Сорта группы Флорида. 
Кустарниковые лианы с побегами длиной до 3 м. Листья тройчатые и дваждытройчатые. Цветки раскрытые, до 8—12 см в диаметре, с варьирующим запахом у разных сортов. Чашелистиков чаще всего 6, но имеются сорта с махровыми цветками; первые цветки нередко полумахровые. Окраска их многообразна, но преобладают светлые тона и встречаются сорта с двухцветным околоцветником.
Цветение начинается весной и в начале лета на побегах прошлого года. Их рекомендуется укорачивать до 1,5—2 м длины и сохранять в течение зимы под укрытием. При полной обрезке слабое цветение наступает только со второй половины лета на побегах текущего года.
- Кустовые крупноцветковые
  - Сорта группы Интегрифолия.
 Выделены в Никитском ботаническом саду в 1975 г. в самостоятельную группу, представляющую интерес для декоративного садоводства. Здесь получены и описаны первые отечественные сорта и формы этой группы.
Характеристика группы: сильнорослые, плетистые, чаще всего полукустарники высотой до 1,5, реже 2,5 м, слабо цепляющиеся или нецепляющиеся за опоры. Листья простые и сложные. Цветки одиночные или собраны по 3, как правило, полураскрытые, колокольчатой формы, в разной степени поникающие, до 12 см в диаметре. Чашелистиков обычно 4—5 (до 8), они разнообразной окраски, в той или иной степени скручиваются. Бутоны поникающие.
Обильно и эффектно цветут летом на побегах текущего года. На зиму побеги обрезают.
К этой же группе (за очень редким исключением) следует отнести сорта и формы, полученные с участием клематиса цельнолистного (Clematis integrifolia), взятого в качестве материнской формы ('Алёнушка', 'Анастасия Анисимова', 'Память Сердца' и др.). Клематис цельнолистный, как правило, устойчиво передаёт многие свои признаки и качества, например кустовую форму, простые листья, неустойчивость к мучнистой росе на юге, независимо от того, является ли он материнской или отцовской формой.
- Мелко- и среднецветковые
  - Alpina (Clematis alpina и его разновидности)
  - Armandii (Clematis armandii и сорта созданные с его участием)
  - Fargesii (сорт 'Фаргезиоидес')
  - Гераклеифолия (Heracleifolia) (Clematis heracleifolia, его формы и сорта созданные с его участием ('Jouiniana', 'Брызги Моря'))
  - Гексапетала (Нехареtala) (Ломонос шестилепестковый (Clematis hexapetala) и его сорт 'Загадка')
  - Montana ('Alexander', 'Wilsonii', Clematis grandiflora и др.)
  - Recta (Clematis recta и его формы)
  - Texensis (Clematis texensis и сорта созданные с его участием).

## Классификация А. Н. Волосенко-Валениса
В ГНБС в результате селекционной работы и для правильного подбора пар для скрещивания А. Н. Волосенко-Валенисом разработана классификация видов клематиса по биологическим признакам. Такими признаками, повторяющимися у всех клематисов с постоянной закономерностью, являются: тип прорастания и морфологические особенности строения семян, тип корневой системы. Все имеющиеся в коллекции виды клематиса разделены на три группы:
I — точка роста и семядоли в земле; корни шнуровидные, мягкие; семена крупные и прорастают в течение 80—300 (до 500) дней;
II — точка роста в земле, семядоли на поверхности; корни шнуровидные, мягкие; семена прорастают в течение 40—120 дней;
III — точка роста и семядоли над поверхностью почвы; корни деревянистые с хорошо развитыми корневыми волосками; семена мелкие и прорастают в течение 20—90 дней.
Каждая группа разделена на три подгруппы по типу цветка, его размеру, типу соцветия, строению листьев и т. д.